# Alberto J. Muniagurria

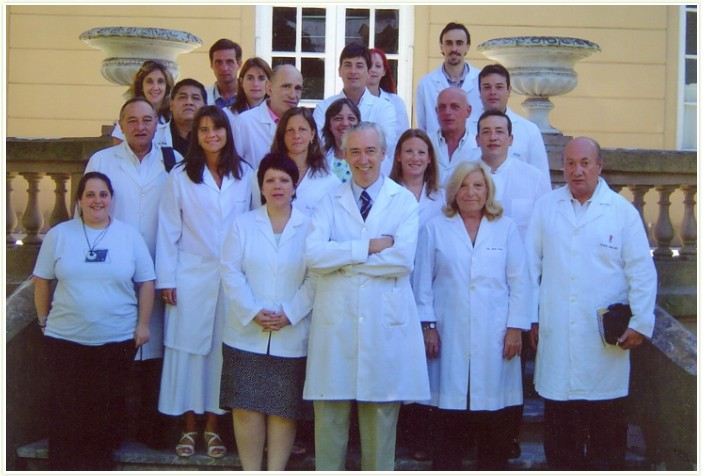
Docentes de la Cátedra de Semiología Clínica de la Facultad de Ciencias Médicas de la Universidad Nacional de Rosario.

El doctor Alberto J. Muniagurria nacido en Rosario, República Argentina, el 12 de abril de 1944, es un médico argentino, reconocido por sus aportes a la Medicina Interna asistencial, con especial dedicación a la Semiología médica. 

## Biografía
Hijo del arquitecto H. Mario Muniagurria, pertenece a una familia donde la medicina tenía un protagonismo importante por su abuelo, el Dr. Camilo Muniagurria quien fuera fundador de la escuela pediátrica en la ciudad.

### Formación terciaria
Comienza sus estudios en la Facultad de Ciencias Médicas de la Universidad Nacional de Rosario en el año 1964 (Entonces del Litoral), donde tiene contacto con profesores como David Staffieri, Pablo Borras, y Juan Manuel González. 
Adquiere su título de Médico en 1970, habiendo desarrollado su practicanato en las Salas de Clínica del Hospital Provincial del Centenario, como Hospital escuela y en el Hospital Español.

En esos años desarrolla una experiencia en las zonas inundadas de Rosario, donde se instala en un vagón de Ferrocarril para colaborar en las medidas sanitarias que imparte la comunidad. 
Gana el primer puesto por examen y oposición de la residencia de Medicina Interna en el Hospital Escuela, y desde allí obtiene un contrato para desarrollar el internado en Medicina Interna en el Hospital Providence de Washington D. C., en los Estados Unidos. 

Obtiene el cargo de residente de Medicina Interna de la Universidad de Georgetown en Washington. Es allí donde completa su formación de postgrado, donde trabaja con figuras de renombre internacional de la Medicina. En su momento es nombrado jefe de residentes y hace docencia médica en esa casa de estudios. 

En el año 1974 es becado por la Universidad de Georgetown para un Fellowship en la Universidad de Londres. Aprueba los exámenes de licenciatura médica Licence to Practice de Healing Art, Medical and Surgery board of Medicine. Distric of Columbia, USA 5 de septiembre de 1973. 

Completada la formación de postgrado retorna al país.
En Rosario en 1978 cursa y aprueba el Doctorado en Medicina con una tesis sobre experiencia acumulada en su residencia “Enfermedad vascular mesentérica, presentación de 30 casos con anatomía patológica”, Mesenteric vascular disease: clinical features and review.
Desde su llegada al país comienza a desarrollar actividad docente en la Cátedra de Semiología Clínica conducida por el Profesor Dr. Osvaldo Robiolo, y es en esa cátedra donde accede a profesor adjunto y luego a Titular por concurso de oposición en el año 1983. 

Desde el año 1983 conduce la cátedra de Semiología Clínica. 

Dirige, coordina y edita junto con el profesor Julio Libman, desde el año 1988, los 4 tomos de Semiología Clínica. El tomo uno sobre “Motivos de Consulta”, el tomo dos sobre el “Examen físico” y dos tomos de “Los Síndromes”.

En el año 1992, a los 48 años, el Dr. Muniagurria es incorporado a la Academia Nacional de Medicina (Argentina). También es reconocido por el American College of Physicians como Fellow. 

Aportó en el desarrollo de la historia clínica electrónica, utilización del método clínico e Historia clínica orientada a problemas 

Su protagonismo en la Facultad de Medicina, así como su conducta universitaria junto a los Dres. Roberto I. Tozzini, Hugo Tanno, Pedro Figueroa Casas es importante, formando parte del grupo de profesores conocidos en su medio como “bronces”.

En dos periodos distintos, el Dr. Muniagurria es elegido presidente de la comisión del Círculo Médico de Rosario,[cita requerida] logrando la reedición de La Revista Médica de Rosario.

## Consultorio Escenario
En el año 2000 se presenta y desarrolla el proyecto de un consultorio para la docencia, evaluación e investigación de la práctica médica llamado (Laboratorio Clínico Virtual). Está equipado con una 
cámara de Gesell y elementos para observar en circuito cerrado de TV y filmar, permite a través de ese medio construir las habilidades a desarrollar por el estudiante y el profesional en la consulta médica. Cuenta con un archivo de material, para la docencia, la investigación, y la profundización en el conocimiento del vínculo médico paciente en la consulta. Desarrollado por el Fondo para el mejoramiento de la calidad universitaria (F.O.M.E.C)."Disciplinas núcleo" Proyecto 003, Universidad Nacional de Rosario, Consultorio Escenario, Director Dr. Alberto J. Muniagurria) El diario local, La Capital, publicó dos artículos, uno el 14 de septiembre de 1997 refiriendo la Cátedra de Semiología con instalaciones en computación para la enseñanza y otro... el 6 de julio de 2000, con el titular: Inauguración de un Consultorio En línea conectado al mundo.
En la página 33 de la RESOLUCION N.º: 954/05 , de la CONEAU, dependiente del Ministerio de Educación de la Nación, cita en sus considerandos, los méritos y utilidad didáctica del Consultorio Escenario.
1. Presentación y descripción del Consultorio Escenario
2. Utilización del Consultorio Escenario. Disertación sobre: Relación médico-paciente en el Consultorio Escenario,

## Hospital de Día

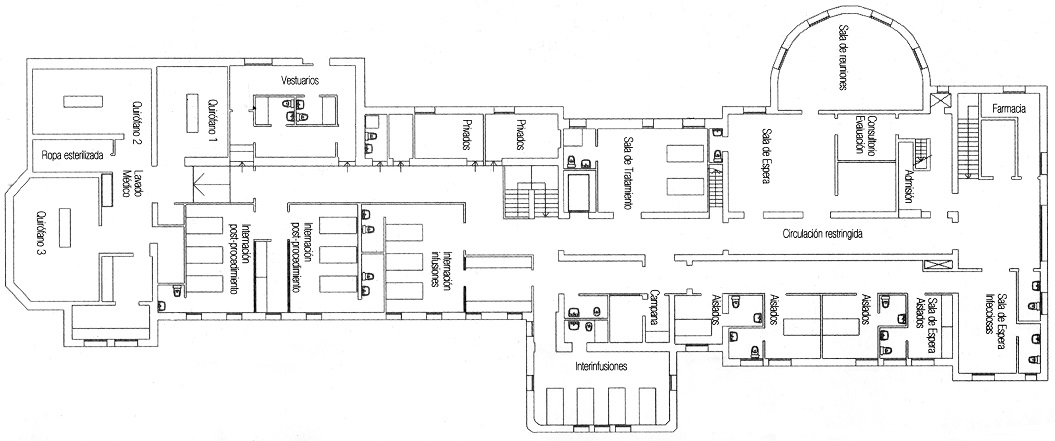
Plano final de la obra "Hospital de día, Enrique Astengo" servicio del Hospital Provincial del Centenario, Rosario, Santa Fe, Argentina.

En el año 2002, Muniagurria obtiene la donación dentro del Hospital Provincial del Centenario, de un servicio asistencial el “Hospital de Día”. Dicho servicio público, lidera en el medio, por su modelo asistencial, tanto en las prácticas clínicas como quirúrgicas ambulatorias. Hoy preside la Fundación de Ciencias Médicas "Prof. Dr. Rafael Pineda", institución que apoya la Facultad de Ciencias Médicas de Rosario y sus Hospitales escuela.
El servicio de Hospital de Día, hasta inicios del 2018, llevó a cabo más de 110.000 procedimientos médicos, clínicos y quirúrgicos en sus instalaciones.